# サンカーシャ
サンカーシャ（僧伽舎、Sankasia）は、仏教における八大聖地の1つ。

## 概要
- インド・ウッタル・プラデーシュ州アーグラの東にある。
  - ゴータマ・ブッダが同じく八大聖地の1つであるサヘート・マヘートの近くから亡き母・マーヤの為に彼女の住む天界の三十三天・忉利天に昇天して、説法をし、降りてきた所だと言われている。八大聖地の中でここだけが、伝説に基づいた聖地である。

## 現状
- これを記念するストゥーパ（仏塔）がある。